# Lasioglossum argemonis
Lasioglossum argemonis är en biart som först beskrevs av Cockerell 1897.  Lasioglossum argemonis ingår i släktet smalbin, och familjen vägbin. Inga underarter finns listade i Catalogue of Life.